# جون غيليغان
جون غيليغان (بالإنجليزية: John Gilligan)‏ هو لاعب كرة قدم بريطاني، ولد في 2 مايو 1957 في أبينغدون أون تيمز ‏ في المملكة المتحدة. لعب مع سويندون تاون ونادي سليغو روفرز ونادي نورثامبتون تاون وهدرسفيلد تاون.